# Byen ved verdens ende
Byen ved verdens ende er en dansk dokumentarfilm fra 2011, der er instrueret af Sarah Gavron.

## Handling
Filmen er et vittigt, overraskende og meget positivt portræt af en isoleret landsby i Grønland bestående af 59 mennesker og 100 slædehunde, som det lykkes at overleve mod alle odds.